# 鄭敬美
鄭敬美（チョン・ギョンミ、朝: 정경미、英: Jeong Gyeong-Mi、1985年7月26日- ）は、韓国の全羅北道・群山市出身の柔道選手。階級は78kg級。身長169cm。

## 人物
2006年の世界学生では優勝を飾った。2007年の世界選手権では準決勝でキューバのユリセル・ラボルデに指導1で敗れるが、3位決定戦で中国の楊秀麗を技ありで破って3位となった。翌年の北京オリンピックでは準決勝でキューバのヤレニス・カスティージョに指導1で敗れるものの3位決定戦でブラジルのエディナンシ・シルバを上四方固で破って銅メダルを獲得した。その後は2009年のアジア選手権で優勝すると、2010年にはアジア大会でも優勝を果たした。2012年のロンドンオリンピックでは初戦で緒方亜香里に指導2で敗れた。2014年に地元韓国の仁川で開催されたアジア大会では、決勝で北朝鮮の薛京を指導2で破って2連覇を果たした。2015年6月に武道特別採用で警察公務員採用試験に合格し、採用された。

## 主な戦績
- 2002年 - 世界ジュニア　5位
- 2003年 - アジアジュニア　3位
- 2004年 - 韓国国際　3位
- 2005年 - アジア選手権　3位
- 2005年 - 環太平洋柔道選手権大会　優勝
- 2005年 - 韓国国際　優勝
- 2005年 - 福岡国際　3位
- 2006年 - ハンガリー国際　3位
- 2006年 - 東アジア選手権　2位
- 2006年 - 世界学生　優勝
- 2007年 - 世界選手権　3位
- 2008年 - アジア選手権　2位
- 2008年 - 北京オリンピック　3位
- 2008年 - 韓国国際　優勝
- 2008年 - 嘉納杯　3位
- 2009年 - アジア選手権　優勝
- 2009年 - ユニバーシアード　2位
- 2009年 - ワールドカップ・ウランバートル　優勝
- 2009年 - ワールドカップ・スウォン　2位
- 2010年 - ワールドマスターズ　2位
- 2010年 - 東アジア選手権　2位
- 2010年 - ワールドカップ・タシュケント　優勝
- 2010年 - アジア大会　優勝
- 2010年 - ワールドカップ・スウォン　優勝
- 2011年 - アジア選手権　2位
- 2011年 - ユニバーシアード　3位
- 2011年 - ワールドカップ・ウランバートル　3位
- 2011年 - ワールドカップ・タシュケント　2位
- 2011年 - グランプリ・アブダビ　3位
- 2011年 - ワールドカップ・スウォン　3位
- 2011年 - グランプリ・青島　5位
- 2012年 - ワールドマスターズ　5位
- 2012年 - ワールドカップ・ソフィア　優勝
- 2012年 - グランプリ・デュッセルドルフ　5位
- 2012年 - ワールドカップ・ワルシャワ　2位
- 2012年 - アジア選手権　3位
- 2013年 - ヨーロッパオープン・オーバーヴァルト　優勝
- 2013年 - アジア選手権　優勝
- 2013年 -　グランドスラム・東京 2位
- 2013年 - グランプリ・チェジュ　優勝
- 2014年 - アジア大会　優勝
- 2014年 -　オセアニアオープン・ウロンゴン　優勝